# 聖安東尼奧阿瓜斯卡連特斯
聖安東尼奧阿瓜斯卡連特斯（西班牙語：San Antonio Aguas Calientes），是危地馬拉的城鎮，位於該國西南部，由薩卡特佩克斯省負責管轄，面積17平方公里，海拔高度1,576米，2002年人口8,632，人口密度每平方公里507.76人。
14°32′N 90°46′W / 14.533°N 90.767°W